# Francisco de Lima Cerqueira
Francisco de Lima Cerqueira nasceu em Portugal, mudando-se para o Brasil, foi exercer profissão em Vila Rica, datam de 1771 os registros mais antigos sobre ele nesta vila. Nesse ano, Lima Cerqueira arrematou as obras do pórtico, dos arcos do coro e do lavatório da sacristia da Igreja de Nossa Senhora do Carmo, cuja construção estava em andamento naquela vila. 

Igreja de São Francisco de Assis (São João del-Rei), sua obra mais admirada

Lima Cerqueira foi procurado pelos irmãos da Ordem Terceira de São Francisco de Assis da Vila de São João del-Rei em 1774 e foi contratado para a construção de uma nova igreja, que deveria substituir a primitiva capela (levantada a partir de 1742 e terminada em 1749). Ele não abandonou completamente seus compromissos em Vila Rica, mas foi para São João del-Rei e assumiu as obras da nova igreja. Lima Cerqueira modificou os riscos existentes feitos por Aleijadinho e elaborou novos, executando os finos trabalhos de entalhe em cantaria do que viria a ser uma das mais monumentais obras do Rococó do Brasil.
Lima Cerqueira viveu a maior parte de sua vida em São João del-Rei, sendo o responsável pelas obras das igrejas de São Francisco e Nossa Senhora do Carmo daquela cidade. Também participou da construção da matriz de Campanha da Princesa, no sul de Minas. Lima Cerqueira foi também responsável indireto pelas obras das três pontes de pedra em São João del-Rei, sendo duas sobre o Córrego do Lenheiro e uma sobre o Córrego do Segredo, estando a última soterrada.
Faleceu em 27 de setembro de 1808 em São João del-Rei.